# Lliga de Santiago Sud de futbol
La Lliga de Santiago de futbol (Sud) és la lliga regional de la zona sud de l'illa de Santiago, Cap Verd. El campió disputa la lliga capverdiana de futbol. És una competició successora de la Lliga de Santiago de futbol.

## Clubs participants temporada 2008/2009
- Associação Académica da Praia - Praia
- Associação Desportiva do Bairro
- Boavista Futebol Clube - Praia
- Celtic (Achadinha de Baixo)
- Desportivo da Ribeira Grande
- Sporting Clube da Praia - Praia
- Clube Desportivo Travadores - Praia
- Vitória FC
- Desportivo da Praia
- Grupo Desportivo Varanda

## Historial
Font:
- 1984-85: Sporting Clube da Praia
- 1985-87: desconegut
- 1987-88: Sporting Clube da Praia
- 1988-89: Académica Praia
- 1989-90: desconegut
- 1990-91: Sporting Clube da Praia
- 1991-96: desconegut
- 1996-97: Sporting Clube da Praia
- 1997-00: desconegut
- 2000-01: no es disputà
- 2001-02: Sporting Clube da Praia
- 2002-03: CD Travadores
- 2003-04: Académica Praia
- 2004-05: Sporting Clube da Praia
- 2005-06: Sporting Clube da Praia
- 2006-07: Académica Praia
- 2007-08: Sporting Clube da Praia
- 2008-09: Académica Praia
- 2009-10: Sporting Clube da Praia
- 2010-11: Boavista
- 2011-12: Sporting Praia
- 2012-13: Sporting Praia
- 2013-14: Sporting Praia
- 2014-15: Boavista
- 2015-16: Desportivo da Praia
- 2016-17: Sporting Praia
- 2017-18: Académica Praia
- 2018-19: GDRC Celtic